# Serradilla del Arroyo
Serradilla del Arroyo – gmina w Hiszpanii, w prowincji Salamanka, w Kastylii i León, o powierzchni 80,54 km². W 2011 roku gmina liczyła 323 mieszkańców.